# هارینگتون پلیس (آریزونا)
هارینگتون پلیس (به انگلیسی: Harrington Place) یک منطقهٔ مسکونی در ایالات متحده آمریکا است که در آریزونا واقع شده‌است. هارینگتون پلیس ۱٬۱۳۶ متر بالاتر از سطح دریا واقع شده‌است.